# Dotze trio sonates op. 1 (Vivaldi)
Les Dotze trio sonates, op. 1 d'Antonio Vivaldi (1678-1741) són les primeres obres d'aquest compositor venecià que sortiren publicades el 1705. Va compondre aquest conjunt de sonates per a dos violins i baix continu. Aquestes obres posaren Vivaldi en el mapa musical; la seva primera publicació va establir la seva reputació com a compositor. Aquestes sonates són una música "atrevida", audaç i vigorosa, amb el segell d'un veritable geni.

## Context històric
La primera impressió de les Dotze trio sonates, op. 1 es va realitzar a Venècia (G. Sala) el 1705; la col·lecció va ser reimpresa a Amsterdam el 1723 (E. Roger, segons el número 363), a París el 1759 (Le Clerc), i a Àustria el 1759. El 1705, probablement foren publicades abans del seu nomenament com a mestre de violí a l'Ospedale della Pietà de Venècia, perquè no apareix el nom de la institució en la descripció del compositor: "musico di violino, professore veneto" (en català, "violinista i professor venecià"). Les obres estan dedicades al comte Annibale Gambara, un dels cinc fills d'una gran família de nobles de Brescia –la ciutat on va néixer el pare de Vivaldi, Giovanni Battista –, una capital provincial a l'oest de Venècia. Gambara també va tenir un modest palau al Gran Canal, a la parròquia veneciana de San Barnabà.
La trio sonata, un tipus d'obra sobre la qual Vivaldi havia compostes les peces d'aquesta primera publicació (op. 1), havia estat el gènere instrumental prevalent en la darrera dècada del segle xvii, però en la dècada del 1700 l'interès es va orientar cap a la sonata amb un instrument "solista". En la següent obra publicada, les Dotze sonates op. 2, Vivaldi perseguiria una vena més expressiva com a element de seducció musical. Vivaldi arribaria a compondre unes 27 trio sonates i amb les Dotze sonates op. 1 (1705) s'introduiria en el cercle dels Maestri (mestres de música).

## Anàlisi musical
Les Dotze trio sonates op. 1 són ja obres admirables que fan suposar que foren precedits d'amplis estudis musicals tot i que, en general, es considera que mostra una gran dependència de l'obra de Corelli. Cal destacar els extraordinaris baixos i la densitat de la composició, aspectes en els que Vivaldi es diferencià des d'un bon començament de Corelli.
Aquestes trio sonates contenen una diversitat pel que fa al nombre de moviments (de 3 a 6), la majoria en forma binària. Les quatre sonates exteriors (números 1, 2, 11 i 12) estan en tonalitats menors, les altres vuit sonates, en tonalitats majors. La sonata més coneguda és la núm. 12, que presenta un moviment final ambiciós sobre el tema de la Folia; és un conjunt de variacions sobre el famós tema. Molts moviments són breus i musicalment força simples, fins al punt que hom no hauria previst l'èxit posterior de Vivaldi com a compositor.

### Llista de sonates
Llista de les Dotze trio sonates, op. 1 amb els moviments corresponents i la seva durada:
| - «Sonata núm. 1 en sol menor, RV 73» (6'03") 1. Preludio (1'22) 2. Allemanda (1'56) 3. Adagio (1'12) 4. Capriccio (0'52) 5. Gavotta (0'52) - «Sonata núm. 2 en mi menor, RV 67» (7'25") 1. Grave (2'00) 2. Corrente (2'29) 3. Giga (2'17) 4. Gavotta (0'39) - «Sonata núm. 3 en do major, RV 61» (5'26") 1. Adagio (1'19) 2. Allemanda (2'46) 3. Sarabanda (1'21) - «Sonata núm. 4 en mi major, RV 66» (7'32") 1. Largo (1'50) 2. Allemanda (1'56) 3. Sarabanda (1'47) 4. Giga (1'59) - «Sonata núm. 5 en fa major, RV 69» (5'30") 1. Preludio (1'28) 2. Allemanda (1'12) 3. Corrente (2'11) 4. Gavotta (0'39) - «Sonata núm. 6 en re major, RV 62» (6'42") 1. Preludio (1'21) 2. Corrente (2'12) 3. Adagio (1'23) 4. Allemanda (1'46) - «Sonata núm. 7 en mi bemoll major, RV 65» (8'00") 1. Preludio (1'54) 2. Allemanda (2'34) 3. Sarabanda (2'29) 4. Giga (1'03) - «Sonata núm. 8 en re menor, RV 64» (9'39") 1. Preludio (3'26) 2. Corrente (2'13) 3. Grave (1'37) 4. Giga (2'23) | - «Sonata núm. 9 en la major, RV 75» (6'53") 1. Preludio (1'25) 2. Adagio (0'43) 3. Preludio (1'43) - «Sonata núm. 10 en si bemoll major, RV 78» (6'30") 1. Allemanda (2'49) 2. Gavotta (1'58) 3. Allemanda (2'24) 4. Corrente (2'21) - «Sonata núm. 11 en si menor, RV 79» (9'09") 1. Preludio (4'19) 2. Corrente (1'56) 3. Giga (1'48) 4. Gavotta (1'06) - «Sonata núm. 12 en re menor "La Folia", RV 63» (10'25") Introduzione (0'26) 1. I Adagio (0'45) 2. II Andante (0'32) 3. III Allegro (0'21) 4. IV (0'20) 5. V (0'20) 6. VI (0'20) 7. VII (0'21) 8. VIII (0'35) 9. IX Adagio (0'54) 10. X Vivace (0'23) 11. XI Allegro (0'24) 12. XII Larghetto (0'23) 13. XIII Allegro (0'20) 14. XIV (0'22) 15. XV Adagio (0'53) 16. XVI Allegro (0'20) 17. XVII (0'19) 18. XVIII 0:19) 19. XIX (0'19) 20. XX (0'43) |